# タップルート
タップルート(Taproot)は、アメリカ合衆国のロックバンド。

## メンバー
現メンバー
- スティーヴン・リチャーズ / Stephen Richards - ボーカル, ギター (1997年–現在)
- フィル・リプスコム / Phil Lipscomb - ベース (1997年–現在)
- ジャロッド・モンタギュー / Jarrod Montague - ドラムス, バッキングボーカル (1997年–2008年, 2023年–現在)
- テイラー・ロバーツ / Taylor Roberts – ギター, バッキングボーカル (2023年–現在)

旧メンバー
- ニック・フレデル / Nick Fredell - ドラムス (2008年–2013年)
- デイブ・コフリン / Dave Coughlin - ドラムス (2013年–2023年)
- マイク・デウルフ / Mike DeWolf - ギター (1997年–2015年)
- デイヴ・リジオ / Dave Lizzio - ギター (2015年–2023年)

## アルバム

### オリジナル・アルバム
| Gift                                       | - 発売日: 2000年6月27日 (US) - レーベル: Atlantic, Velvet Hammer - フォーマット: CD, cassette, digital download | 160 | —  | —  | —   | 198 |
| Welcome                                    | - 発売日: 2002年10月15日 (US) - レーベル: Atlantic, Velvet Hammer - フォーマット: CD, digital download          | 17  | —  | —  | 210 | 104 |
| Blue-Sky Research                          | - 発売日: 2005年8月16日 (US) - レーベル: Atlantic, Velvet Hammer - フォーマット: CD, digital download           | 33  | —  | —  | —   | 186 |
| Our Long Road Home                         | - 発売日: 2008年9月16日 (US) - レーベル: Velvet Hammer - フォーマット: CD, digital download                     | 65  | 14 | 20 | —   | —   |
| Plead the Fifth                            | - 発売日: 2010年5月11日 (US) - レーベル: Victory - フォーマット: CD, digital download                           | 107 | 12 | 42 | —   | —   |
| The Episodes                               | - 発売日: 2012年4月10日 (US) - レーベル: Victory - フォーマット: CD, digital download                           | —   | 21 | —  | —   | —   |
| "—" は未発売またはチャート圏外を意味する。 | |     |    |    |     |     |

## 日本公演

### 2003年
- 2月7日: 名古屋クラブクアトロ ディスターブド来日公演　サポート・アクト
- 2月8日: 赤坂BLITZ ディスターブド来日公演　サポート・アクト